# Водяна черв'яга широкоголова
Водяна черв'яга широкоголова (Typhlonectes natans) - вид безногих амфібій родини Водяні черв'яги (Typhlonectidae).

## Опис
Довжина тіла сягає 45—55 см. Задня частина тіла стиснута з боків, що допомагає черв'язі плавати. Забарвлення сіро-рожеве з світло-коричневим відтінком. Спина помітно темніша черева. Статевий диморфизм не виражений.

## Поширення
Мешкає у Південній Америці: Колумбія, у басейні озера Маракайбо на північному заході Венесуели. Повідовляється про випадки зустрічі на острові Тринідад.